# Devereaux Peters
Devereaux Peters, née à Chicago dans l'Illinois le 8 octobre 1989, est une joueuse américaine de basket-ball. Elle est double championne WNBA avec la franchise du Lynx du Minnesota.

## Biographie

### NCAA
Devereaux Peters joue en basket-ball universitaire à Notre Dame de 2008 à 2012. Elle fait montre d'une belle polyvalence et établit plusieurs performances de choix bien que sa carrière ait été perturbée par des blessures au genou. Elle figure dans le top 10 de cinq catégories statistiques de l'université : seconde meilleure contreuse (227), cinquième rebondeuse(937), septième à l'adresse (55,0%), neuvième aux interceptions (222) et neuvième aux double-doubles (23). Ses 1 319 points points sont le 17e meilleur total historique des Fighting Irish. En senior, elle est la seule joueuse de l'année (et seulement la seconde sur la décade avec Candace Parker en 2007-2008) à cumuler sur la même saison au moins 75 contres, 75 interceptions et 75 passes décisives. Notre Dame atteint trois fois consécutives le Sweet Sixteen et deux fois le Final Four en junior et senior. 

### WNBA
Après une saison senior à 11,8 points et 9,3 rebonds, la coéquipier de Skylar Diggins est choisie au premier tour de la Draft WNBA 2012 en 3e position par le Lynx du Minnesota. 
Pour sa première saison, Peters est une joueuse du banc qui contribue au bilan 27 victoires et 7 défaites avec notamment 10 points, 6 rebonds, deux interceptions et un contre en seconde mi-temps contre New York.
Elle remporte en 2015 le titre WNBA avec le Lynx qui bat le Fever de l'Indiana 3 manches à 2.
Désireuse d'un transfert pour obtenir plus de temps de jeu, elle est échangée en février 2016 avec la joueuse du Fever Natasha Howard. Bien que disputant au 28 rencontres dans chacune de ses quatre saisons au Lynx, elle ne peut s'extraire d'un statut de joueuse de complément pour 4,2 points avec une adresse de 45,6 % aux tirs et 3,9 rebonds en saison régulière et encoreun peu plus basses en play-offs avec 2,9 points à 50,6 % et 2,4 rebonds sur 31 rencontres. Au Fever, elle retrouve Natalie Achonwa, avec laquelle, elle a joué deux saisons en NCAA. Le Fever dit voir en elle qui doit succéder à Tamika Catchings à l'aile. En février 2018, après une saison WNBA 2017 blanche pour cause de blessure, elle est signée pour la saison à venir par les Mystics de Washington.

### Étranger
À l'automne 2012, elle fait sa première expérience à l'étranger en Italie à Le Mura Lucca, mais quitte le club sur blessure après les fêtes de fin d'année avec 10 matches à 10,9 points et 9,1 rebonds. En août 2013, elle signe pour le club russe de Dynamo Novossibirsk.
Après avoir commencé la saison 2014-2015 en Corée au Guri KDB Life Winnus, elle rejoint le club espagnol de Campus Promete où ses statistiques de 11,1 points et 9,8 rebonds en 8 matches, elle signe pour la saison 2015-2016 avec le club polonais de Wisła Cracovie. Elle termine la saison à partir de mars 2016 en Hongrie à UNIQA Sopron.
En 2017-2018, elle tournait à 9,3 points et 5,8 rebonds en championnat de Slovaquie mais aussi 6,4 points et 6,4 rebonds en Eurocoupe avec Good Angels Košice. En janvier 2019, elle signe comme joker médical de Cierra Bravard à Tarbes.

## Équipe nationale
En 2011, elle conduit l'équipe américaine à la médaille d'or au championnat du monde universitaire à Shenzen avec 10,0 points à 56,0 % et 5,3 rebonds par match.

## Palmarès
- Championne WNBA 2013 et 2015[7]